# 荒江
荒江（あらえ）は、福岡県福岡市城南区と早良区にまたがる地域。現行の行政地名は、荒江一丁目から荒江三丁目まで及び荒江団地からなる（荒江団地と荒江一丁目が城南区、荒江二丁目及び荒江三丁目が早良区)。面積は、城南区荒江一丁目及び荒江団地の計が約23.66ヘクタール、早良区荒江二丁目及び三丁目の計が約38.79ヘクタール、合計で約62.44ヘクタール。2022年11月末現在の人口は、城南区荒江一丁目及び荒江団地の計が4,108人、早良区荒江二丁目及び三丁目の計が6,410人、合計で10,518人。郵便番号は城南区荒江が814-0101、城南区荒江団地が814-0102、早良区荒江が814-0021。

## 地理
福岡市城南区の北西部と福岡市早良区の北東部に位置し、北は昭代と曙、南は飯倉と茶山、東は別府、西は原と接しており、国道263号及び市道西新荒江線（通称・早良街道）を挟んで城南区と早良区に分かれている。概ね住宅街となっている。

## 語源
地名の「荒江」は、昔この地が草香江の湾に面し、風浪が荒かったことによるという（早良郡志）。

## 歴史

### 町域の変遷
| 住居表示実施後   | 実施年月日         | 住居表示実施前（各大字の一部）       |
| ---------------- | ------------------ | ------------------------------------ |
| 荒江団地         | 1968年（昭和43年） | 大字荒江・西新町                     |
| 荒江1丁目        | 1973年（昭和48年） | 福陵町1丁目〜3丁目・西新町・大字荒江 |
| 荒江2丁目〜3丁目 | 1973年（昭和48年） | 福陵町1丁目〜3丁目・西新町・大字荒江 |

当時は一丁目から三丁目まで西区だったが、一丁目のみ分区の際に城南区となった。

## 人口
城南区荒江団地及び荒江一丁目並びに早良区荒江二丁目及び荒江三丁目についてそれぞれの人口の推移を福岡市の住民基本台帳（公称町別）に基づき示す（単位：人）。集計時点は各年9月末現在である。

### 城南区荒江団地及び荒江一丁目
- 2001年（平成13年）：4,579
- 2002年（平成14年）：4,567
- 2003年（平成15年）：4,423
- 2004年（平成16年）：4,542
- 2005年（平成17年）：4,517
- 2006年（平成18年）：4,473
- 2007年（平成19年）：4,409
- 2008年（平成20年）：4,361
- 2009年（平成21年）：4,351
- 2010年（平成22年）：4,277
- 2011年（平成23年）：4,267
- 2012年（平成24年）：4,283
- 2013年（平成25年）：4,320
- 2014年（平成26年）：4,355
- 2015年（平成27年）：4,375
- 2016年（平成28年）：4,337
- 2017年（平成29年）：4,274
- 2018年（平成30年）：4,265
- 2019年（令和元年）：4,302
- 2020年（令和2年）：4,348
- 2021年（令和3年）：4,346
- 2022年（令和4年）：4,141

### 早良区荒江二丁目及び荒江三丁目
- 2001年（平成13年）：5,743
- 2002年（平成14年）：5,776
- 2003年（平成15年）：5,758
- 2004年（平成16年）：5,683
- 2005年（平成17年）：5,516
- 2006年（平成18年）：5,438
- 2007年（平成19年）：5,396
- 2008年（平成20年）：5,366
- 2009年（平成21年）：5,505
- 2010年（平成22年）：5,684
- 2011年（平成23年）：5,896
- 2012年（平成24年）：5,966
- 2013年（平成25年）：6,007
- 2014年（平成26年）：6,043
- 2015年（平成27年）：6,055
- 2016年（平成28年）：6,124
- 2017年（平成29年）：6,190
- 2018年（平成30年）：6,275
- 2019年（令和元年）：6,294
- 2020年（令和2年）：6,275
- 2021年（令和3年）：6,222
- 2022年（令和4年）：6,391

## 施設

### 公共・公益施設
- 福岡県警察早良警察署原交番
- 福岡荒江郵便局
- 荒江公園

### 金融施設
- 福岡銀行荒江支店
- 西日本シティ銀行荒江支店

### 商業施設
- サニー荒江店
- エコリング荒江店

### 住宅団地
荒江団地の町域内は主に都市再生機構（UR都市機構）の住宅地として土地利用がなされており、賃貸の共同住宅及びその附帯施設で構成される。この団地は、建設当時の日本住宅公団によって、5階建て33棟、1,014戸の住宅として建設され、1968年（昭和43年）に団地特例による町名として新設された。

住宅団地の写真
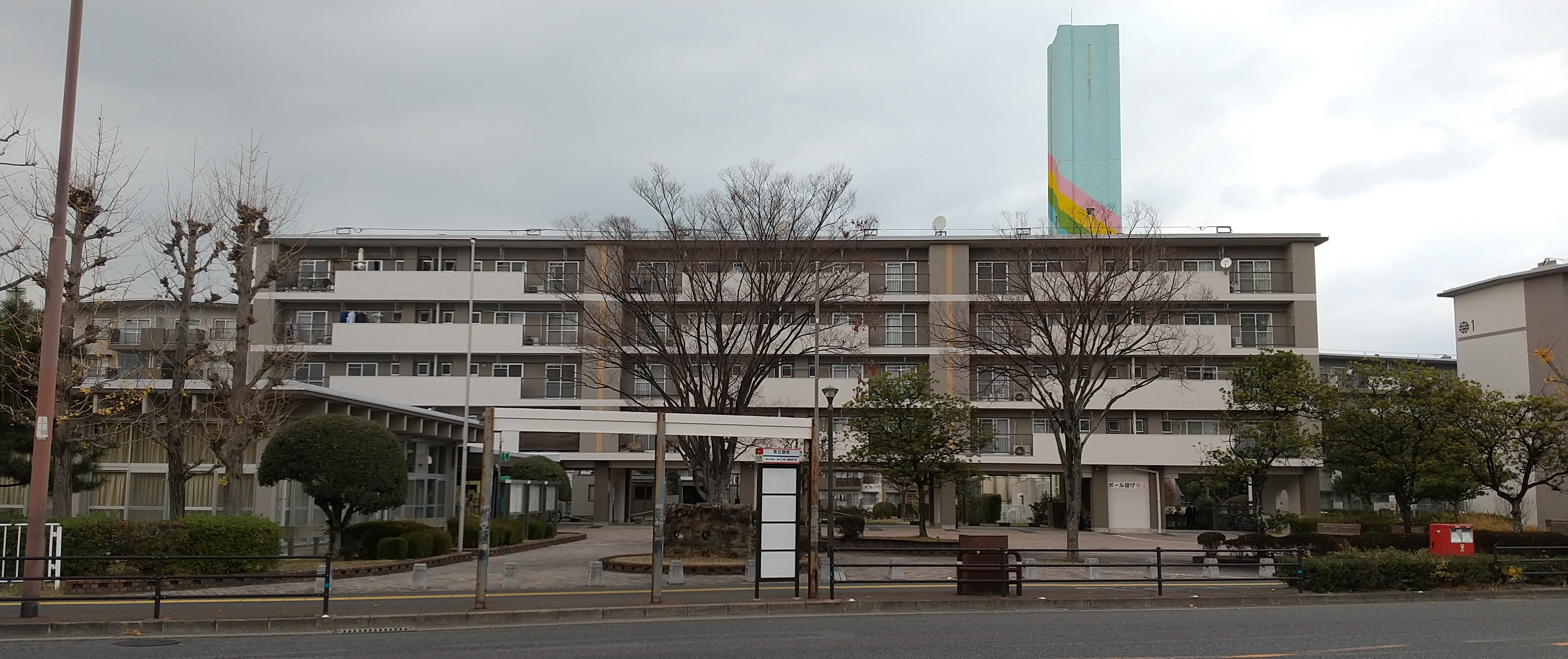
UR賃貸住宅荒江団地

## 教育施設
- 福岡県立福岡工業高等学校
- 福岡県立福岡聴覚特別支援学校

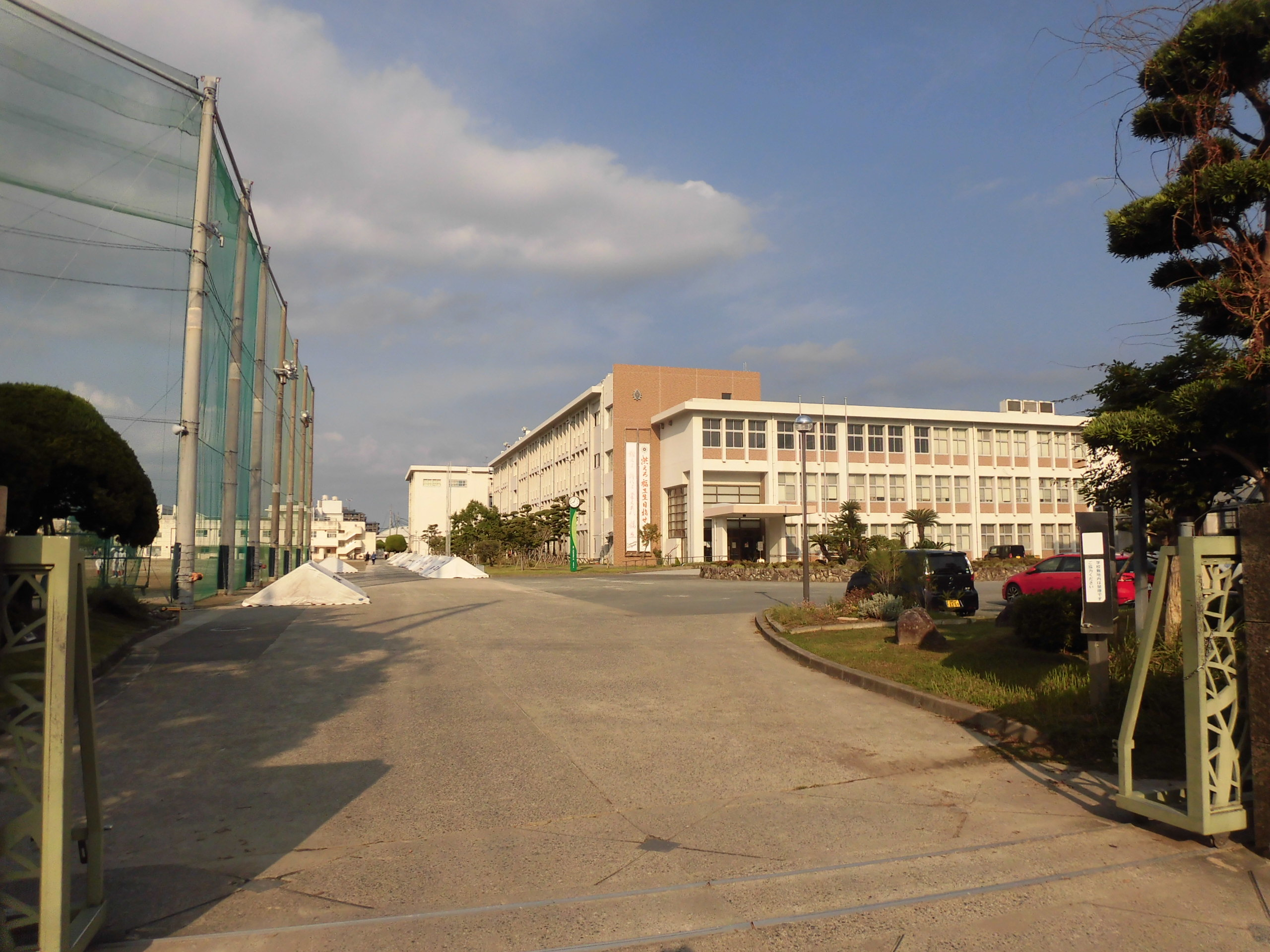
福岡県立福岡工業高等学校

町内に小中学校はなく、荒江団地及び一丁目は福岡市立城南小学校と福岡市立城南中学校、二丁目及び三丁目は福岡市立原小学校と福岡市立原中央中学校の校区となっている。

## 交通

### 道路
主な幹線道路は次の通り。

### 国道
- 国道202号（今宿新道）
- 国道263号（早良街道）

国道の写真
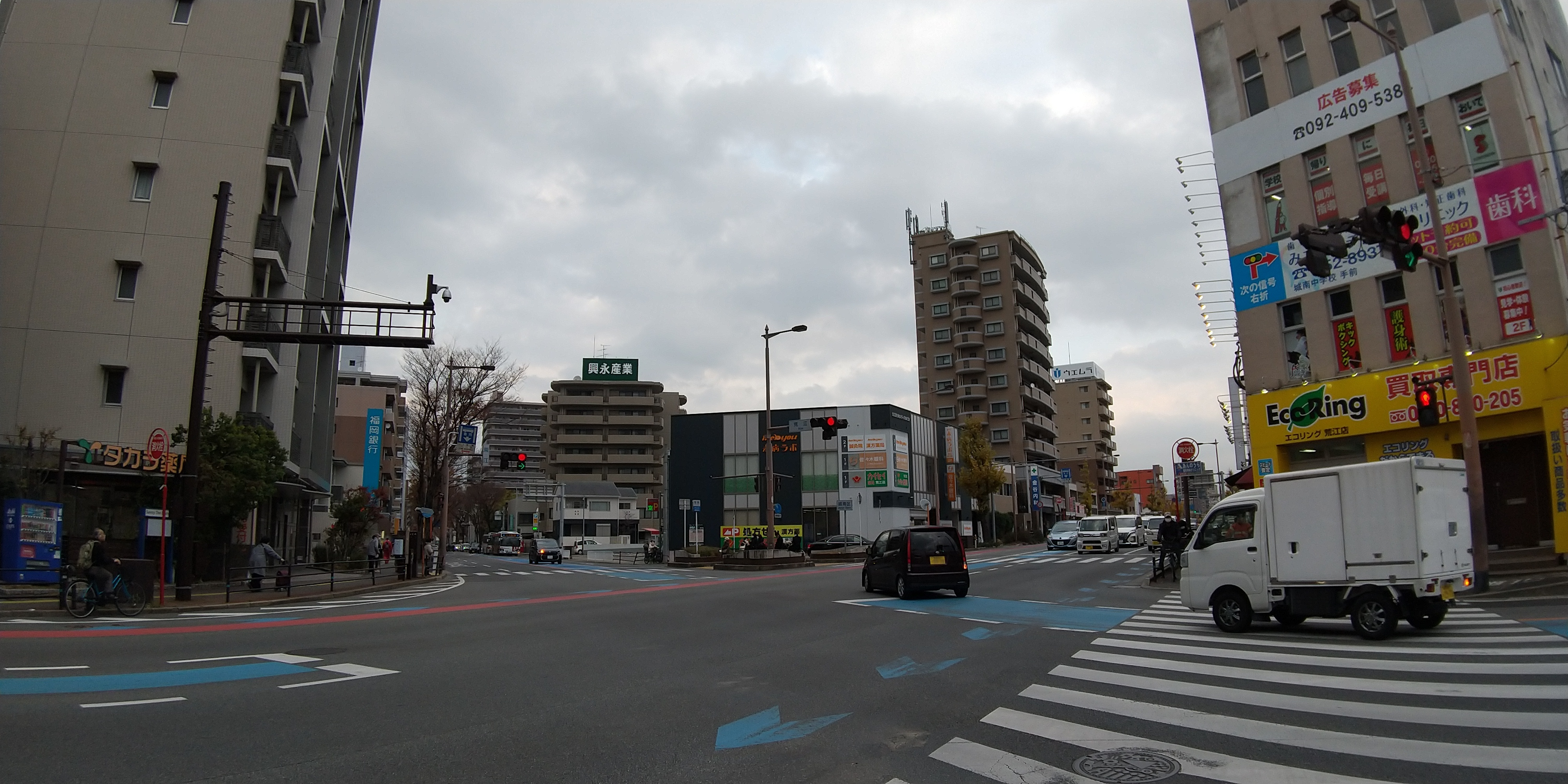
荒江交差点の北東側（左より、早良区荒江、早良街道、城南区荒江、国道202号）
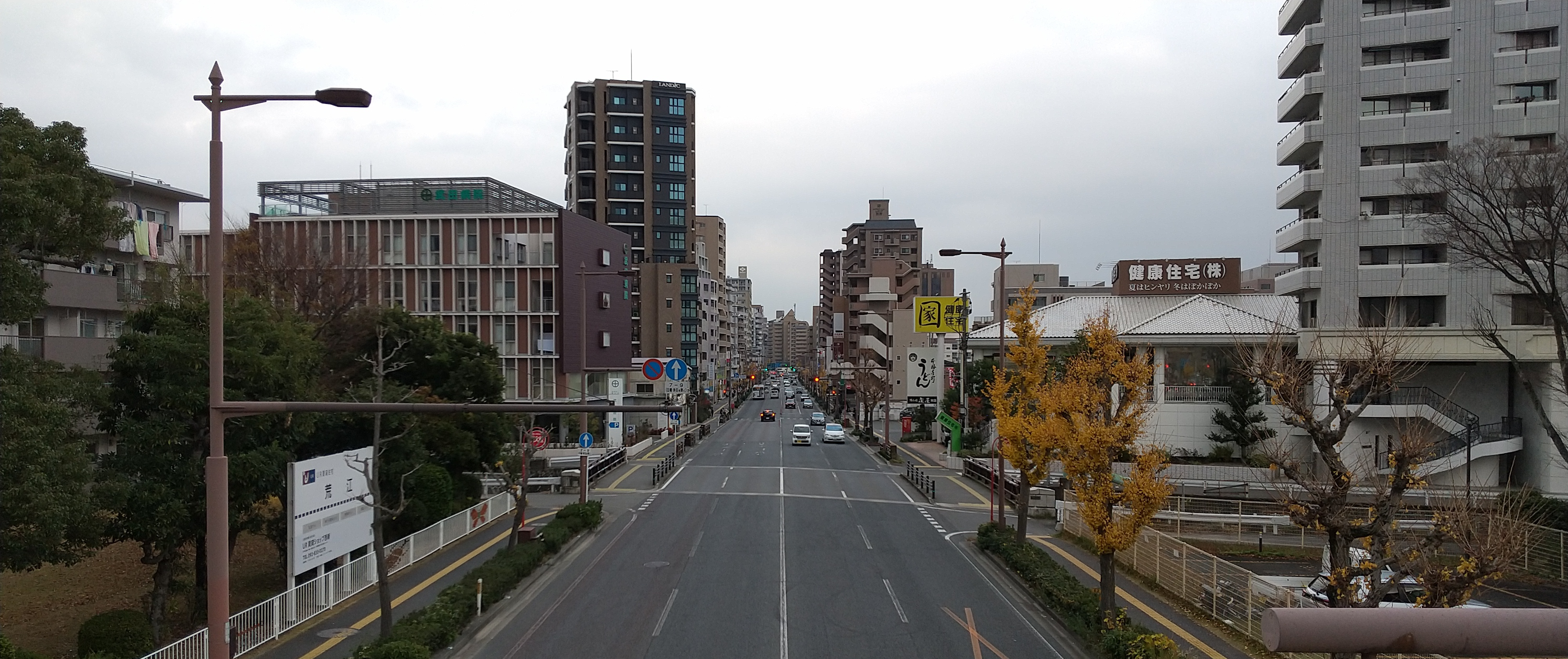
国道202号、荒江歩道橋の東側（荒江団地、別府）
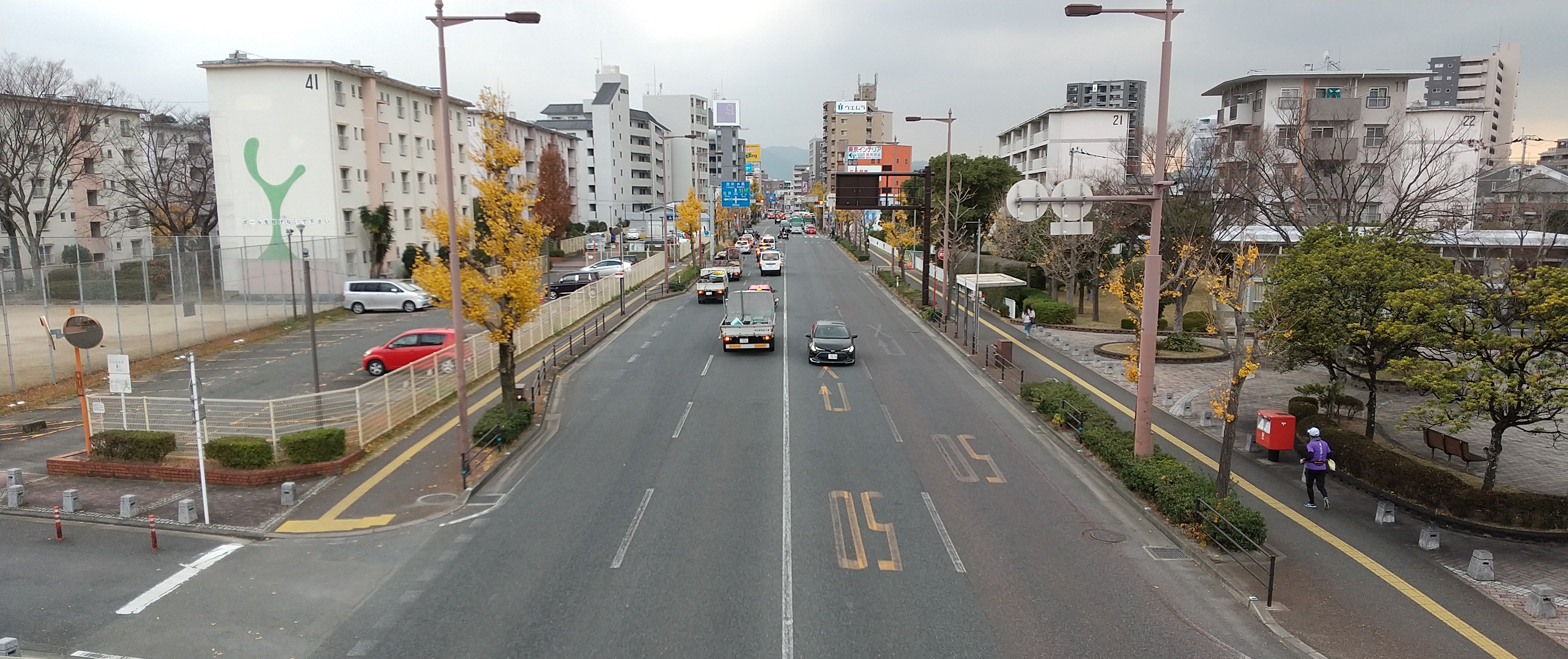
国道202号、荒江歩道橋の西側（荒江団地）
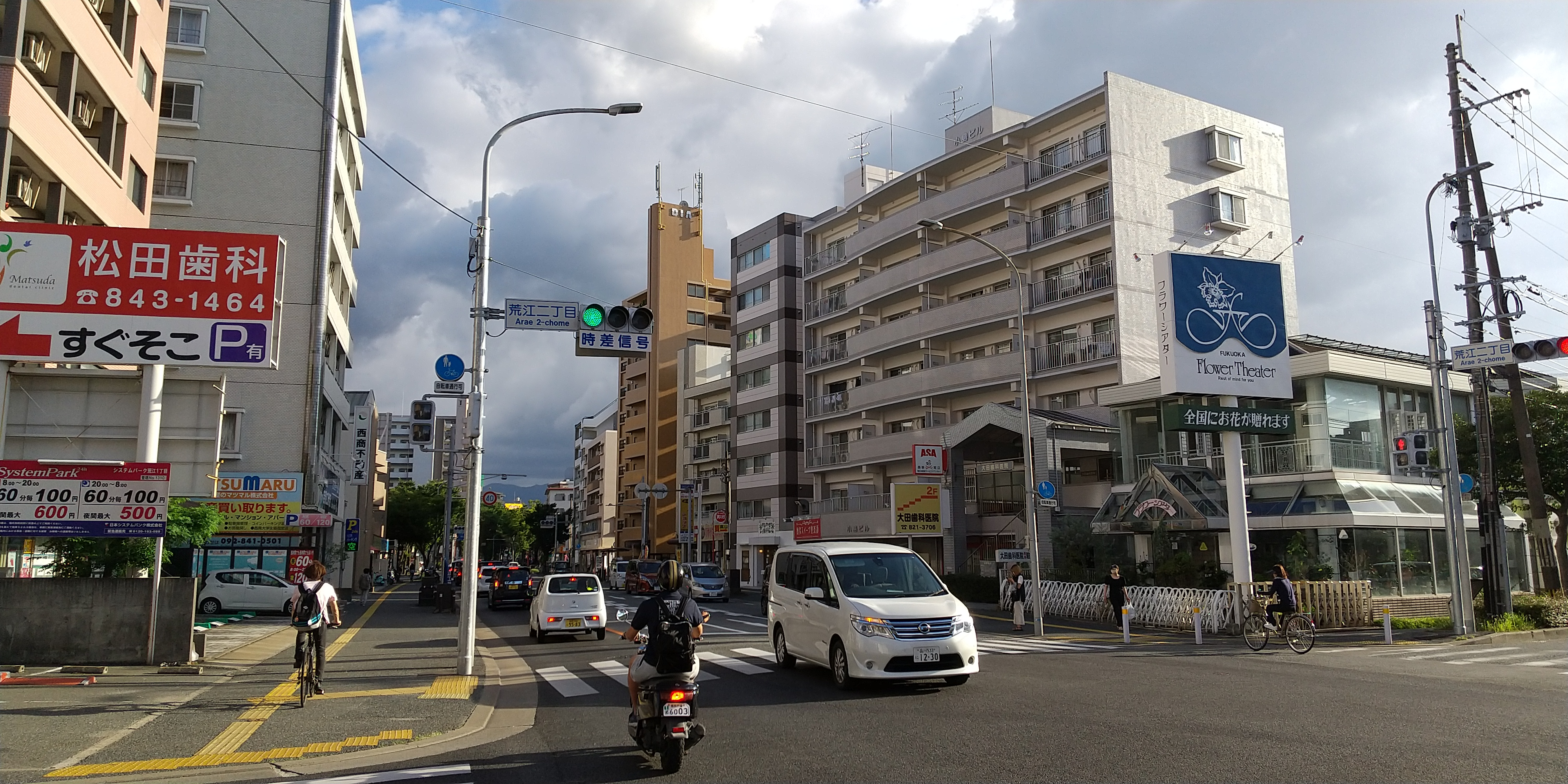
早良街道（荒江二丁目交差点付近）

### 県道
- 原東警固線（重複区間：国道202号）

### 市道
- 鳥飼姪の浜線
- 西新荒江線（早良街道）

### 鉄道
町内に鉄道は通っていない。

### バス
- 西鉄バス
  - 荒江
  - 荒江団地
  - 荒江四角